# سکانس خیالی

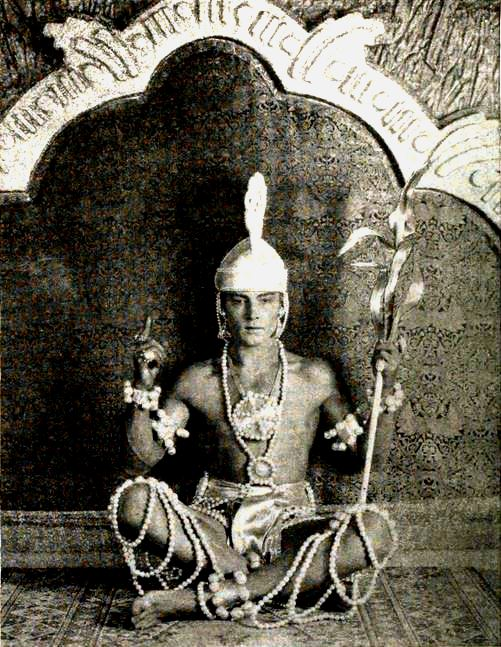
سکانس خیالی

سکانس خیالی روشی است که در داستان پردازی به‌ویژه در تلویزیون و فیلم به کار می رود تا با یک وقفه کوتاه برای لحظه ای مخاطب را از داستان اصلی جدا کند. این وقفه ممکن است شامل یک فلاش بک ، فلش فوروارد ، خیال پردازی ، چشم انداز ، یک رویا یا عنصری دیگر باشد. 